# Consejo Nacional de Innovación para el Desarrollo
El Consejo Nacional de Innovación para el Desarrollo(CNID) es un organismo público-privado con misión de asesorar a la Presidencia de la República en la identificación, formulación y ejecución de políticas y acciones que fortalezcan la innovación, la competitividad y el desarrollo en Chile, proponiendo la acción pública y privada en la materia.
Creado en 2005, entrega orientaciones para el desarrollo del país en el mediano y largo plazo, en los campos de la ciencia, la formación de recursos humanos especializados, y el desarrollo, transferencia y difusión de tecnología, así como la innovación, tanto empresarial, social, pública, entre otros ámbitos. Asimismo, asesora a la Presidencia en la identificación de las principales trabas al desarrollo del país, con la consiguiente búsqueda de soluciones, a la vez que actúa como instancia de apoyo al coordinación de las instituciones y políticas públicas de innovación.
Anualmente da cuenta a la Presidencia de la República de sus actividades a través de un informe público.

## Consejeros
Los consejeros son:
- Margarita d'Etigny Lira, Presidenta del Consejo Nacional de Innovación para el Desarrollo.
- Jorge Rodríguez Grossi, Ministro de Economía, Fomento y Turismo.
- Nicolás Eyzaguirre, Ministro de Hacienda.
- Adriana Delpiano Puelma, Ministra de Educación.
- Carlos Furche Guajardo, Ministro de Agricultura.
- Álvaro Fischer Abeliuk, Socio Director RESITER S.A.
- Bárbara Saavedra Pérez, Directora Wildlife Conservation Society Chile.
- Claudia Bobadilla Ferrer, Directora de la Red de Alta Dirección de la Universidad del Desarrollo.
- Carlos Álvarez Voullieme, Director de la Agencia de Promoción de la Inversión Extranjera.
- Cristóbal Undurraga Vergara, Director Asociación de Emprendedores de Chile.
- Juan Asenjo de Leuze, Premio Nacional de Ciencias Aplicadas y Tecnológicas 2004.
- Juan Rada Mladinich, Consultor.
- Juan Carlos de la Llera, Decano de Ingeniería de la Pontificia Universidad Católica de Chile.
- Pamela Chávez Crooker, Investigadora Sénior y Socia de Aguamarina.
- Patricio Meller Bock, Director de Proyectos de la Corporación de Estudios para Latinoamérica.
- Rodrigo Jordán Fuchs, Vicepresidente de la Fundación para la Superación de la Pobreza.
- Servet Martínez Aguilera, Académico Universidad de Chile e Investigador del Centro de Modelamiento Matemático.
- Gonzalo Vargas Otte, Rector INACAP.
- Gonzalo Herrera Jiménez, Vicerrector de Innovación y Transferencia Tecnológica de la Universidad de Talca.
- Eduardo Bitrán Colodro, Vicepresidente de CORFO.
- Mario Hamuy Wackenhut, Presidente CONICYT.
- Paula González, Jefa de División de Innovación del Ministerio de Economía.
- Maximiliano Santa Cruz, Director Nacional del Instituto Nacional de Propiedad Industrial.
- Gabriel Rodríguez García-Huidobro, Director de Energía, Ciencia y Tecnología e Innovación del Ministerio de Relaciones Exteriores.

## Orientaciones estratégicas
El Consejo Nacional de Innovación para el Desarrollo propone orientaciones estratégicas que fortalezcan la innovación y den coherencia a las políticas públicas relacionadas. Estas se ordenan en función de las prioridades relativas a las preocupaciones del país, recomendando la localización de esfuerzo públicos apreciando su consistencia con los objetivos principios establecidos en la estrategia nacional de innovación.
Entre otros ámbitos, estas orientaciones se refieren a:
- Acuerdos transversales en torno a prioridades nacionales La complejidad propia de los desafíos del siglo 21, hace imprescindible la convergencia de múltiples actores con diversidad de visiones para levantar un tejido relacional que dé sustento a una acción país en función de un sueño compartido. Nuestra historia reciente nos ha hecho ver la necesidad de generar espacios de discusión y acuerdo que permitan sostener acciones de política que requieren plazos que van más allá de los ciclos de los gobiernos. Este fenómeno es constatado a nivel mundial por diferentes sectores que se han visto fuertemente desafiados a dar cuenta de la creciente complejidad observada en la mayor parte de las crisis. Una generalizada pérdida de confianza en las capacidades de los estados, en la idea de “buen gobierno” e incluso en la idea de “progreso”, abren un espacio para repensar no solo el “qué” sino el “cómo” de la innovación que queremos para el desarrollo.
- Ciencia y tecnología al servicio del desarrollo ¿De qué y cómo vamos a vivir las chilenas y chilenos? Desde estas grandes preguntas es que hemos reflexionado sobre el aporte de las ciencias y la tecnología en todos los ámbitos del quehacer nacional. Tal como se señala en el informe “Un Sueño compartido para el Futuro de Chile”, aspiramos a que a 2030, la ciencia, la tecnología y la innovación se hayan convertido en pilares fundamentales de nuestro desarrollo en todas sus dimensiones y en todos los rincones de Chile, que sean parte de nuestra vida cultural, social y económica, y nos permitan apreciar y aprovechar las condiciones únicas de nuestro territorio. Relevamos la necesidad de atreverse a definir dónde concentrar esfuerzos científico-tecnológicos y de innovación, que además le den a Chile una posición de liderazgo a nivel internacional, aportando a desafíos globales. La naturaleza de estos desafíos requiere de una aproximación que integre las distintas áreas del conocimiento, así como de un esfuerzo sostenido en el tiempo.
- Una comprensión más amplia de la innovación La política de innovación ha tenido un marcado sesgo hacia el uso de mecanismos de financiamiento, y ha prestado escasa atención a otras herramientas, como normas y regulaciones o las compras públicas, que pueden ayudar a impulsar el cambio. Asimismo, hasta hace poco su foco de atención principal y prácticamente exclusivo era la actividad empresarial, descuidando el ámbito de lo social o de la propia acción pública como espacios muy relevantes de innovación. Este fenómeno nos pone de lleno en el desafío de modificar el marco conceptual con el que el sector público define su rol como promotor de la innovación, desde corregir fallas del funcionamiento de los mercados a través de instrumentos puntuales, hacia favorecer la coordinación de agentes públicos y privados, promover la acción colectiva e incorporar a los diversos actores -y a la ciudadanía más en general- en los procesos.